# Alija Mustafinová
Alija Farchatovna Mustafinová (rusky Алия Фархатовна Мустафина, tatarsky Алия Фәрһәт кызы Мостафина, * 30. září 1994 Jegorjevsk) je ruská sportovní gymnastka tatarské národnosti. Měří 162 cm a váží 48 kg. Připravuje se v klubu CSKA Moskva pod vedením Alexandra Alexandrova.

## Sportovní kariéra
V ruské gymnastické reprezentaci působí od roku 2007. V roce 2008 se stala juniorskou mistryní Evropy v soutěži družstev. Na mistrovství světa ve sportovní gymnastice 2010 vyhrála víceboj jednotlivkyň i družstev a byla druhá v prostných, přeskoku i na bradlech. Na mistrovství Evropy ve sportovní gymnastice 2010 byla členkou vítězného družstva. Na Letních olympijských hrách 2012 získala zlatou medaili na bradlech, stříbrnou v týmové soutěži a bronzovou ve víceboji a prostných. Byla tak nejúspěšnější ruskou účastnicí olympiády a vyhrála anketu o ruskou sportovkyni roku 2012. Na mistrovství Evropy ve sportovní gymnastice 2013 získala titul ve víceboji a na bradlech, na mistrovství světa ve sportovní gymnastice 2013 vyhrála na kladině a na Univerziádě 2013 získala tři zlaté medaile (víceboj, družstva, bradla). Je čtyřnásobnou medailistkou z Evropských her 2015 (první místo ve víceboji, v družstvech a na bradlech a druhé místo v prostných). V roce 2016 se stala mistryní Evropy na bradlech a v týmové soutěži a na Letních olympijských hrách 2016 obhájila prvenství na bradlech, byla druhá s družstvem a třetí ve víceboji. Na mistrovství světa ve sportovní gymnastice 2018 získala stříbrnou medaili v soutěži družstev.

## Osobní život
Její otec Farchat Mustafin byl mistrem světa v řeckořímském zápase. V letech 2016 až 2018 byl jejím manželem bobista Alexej Zajcev, mají dceru Alisu.